# Chamaita nudarioides
Chamaita nudarioides là một loài bướm đêm thuộc phân họ Arctiinae, họ Erebidae.